# Општина Ванаториј Мичи (Ђурђу)
Ванаториј Мичи (рум. Vânătorii Mici) општина је у Румунији у округу Ђурђу.
Oпштина се налази на надморској висини од 116 m.